# ابن خلدون و علوم اجتماعی
ابن خلدون و علوم اجتماعی؛ گفتار در شرایط امتناع کتابی‌است از جواد طباطبایی که در رد کسانی که ابن خلدون را بنیادگذار علوم اجتماعی می‌دانند، نوشته شده است. در این دفتر کوشش شده است تا برخی از وجوه معرفت و روش‌شناسی علوم اجتماعی جدید در مقایسه با مبانی معرفتی فرهنگ و تمدن اسلامی بررسی شود و از این حیث نخستین پژوهش مستقلی است که پرسش از مبانی معرفتی علوم اجتماعی جدید را در تمایز آن با اندیشهٔ «اجتماعی» اندیشمندان اسلامی و به‌ویژه ابن خلدون طرح می‌کند. محمدعلی مرادی نیز معتقد است، «مفهوم Society (جامعه) در معنای فعلی، نزد علمای یونانی و در سنت اسلامی مسئله‌ای نبوده که موضوع فلسفه قرار گیرد» و از این رو نمی‌توان کار ابن خلدون را جامعه‌شناسی دانست.

## فهرست کتاب
- پیشگفتار

1. گفتار در روش
2. ابن خلدون و سنت
3. مبانی کلامی اندیشهٔ اجتماعی ابن خلدون
4. دربارهٔ «جامعه‌شناسی» فیلسوفان دورهٔ اسلامی
5. نظریهٔ اجتماعی ابن خلدون
6. دربارهٔ بنیاد نظری علوم اجتماعی
7. نظریهٔ عدالت در اندیشهٔ ابن خلدون
8. نظریهٔ ابن خلدون دربارهٔ تجمل
9. دربارهٔ نظریهٔ «اقتصادی» ابن خلدون

- خاتمه